# 314 Rosalia
314 Rosalia eller 1930 QC är en asteroid i huvudbältet, som upptäcktes den 1 september 1891 av den franske astronomen Auguste Charlois. Det är okänt vad eller vem asteroiden senare fick namn efter.
Rosalias senaste periheliepassage skedde den 22 maj 2020. Dess rotationstid har beräknats till 20,43 timmar.